# 우달로이급 구축함
우달로이급 구축함은 소비에트 해군의 대잠 구축함이다. 우달로이급 구축함은 우달로이 I급과 우달로이 II급이 있는데, 우달로이 I급은 소비에트 연방 시절인 1980년부터 1990년까지 12척이 건조되었다. 그리고 우달로이 II급은 러시아로 변경된 후인 1994년에 선도함이 만들어졌다. 이 우달로이 II급은 세척을 계획하였으나 단 한 척만이 건조되고 말았다.

## 개요
소련 해군은 1960년대 중반부터 소련 연안에서 서방 잠수함 전력에 대항하기 위해 대잠함 정비를 추진해 왔다. 따라서 당시 배치된 대잠 순양함 1134A 크레스타2급 순양함과 1135 크리박급 대잠 호위함이 소비에트 해군의 주력 대잠함선들이었으나 이 2가지 대잠함들은 잠수함 탐지 능력의 부족과 대잠 미사일 사거리에 대한 음파 유효 거리가 너무 짧았고 대잠 초계 헬기와 연계가 필요했으나 이는 기상 조건에 의해 제한되었다 크리박급은 대함 타격 능력의 부족이 있었고 1972년 소련 해군은 차세대 수중 음향 탐지 장비및 대잠 헬기 개함 방공 미사일 체계와 신형 탐색 레이다등을 장비한 함정을 요구하게 되면서 이러한 소련 해군의 요구로 1972년 요구와 동시에 차세대 대잠함의 컨셉 개발을 거의 완료.
당시 차세대 대잠함은 PKB 세베르나야 설계국에서 개발되었으며 신형 소나 체계와 대잠 초계 헬기및 개함 방공 미사일 체계와 전술 정보 처리 장치를 갖추고 크리박급 호위함의 주 설계자였던 N.P.Sobolev가 설계를 담당하였으며 개발 감독에는 V.P Mishin의 관리하에 추진되었다 처음 계획은 크리박급 호위함보다 약간 큰 4.200톤의 만재 배수량을 갖출 예정이었으나 본급의 가장 중요한 장비였던 Polinom 함수 소나 체계는 시스템 용적 중량등 모두 상당히 대형이었으며 이것만으로는 배수량을 25% 증가되었기 때문에 4200톤급에 도저히 맞지 않았을 뿐 만 아니라 신형 개함 방공 미사일의 탑재 요구와 함께 테스트를 통해 그 성능이 입증된 Polinom 함수 소나 체계를 탑재하기 위해 본함의 대형화가 불가피해졌다. 따라서 충분한 헬기 시설이 갖추어져 헬기도 2기를 탑재하게 되었다.
Project 1155 우달로이급 구축함들은 모두 칼리닌그라드 얀타르 조선소와 레닌그라드 조선소에서 12척이 건조되었으며 현재 9척만이 현역으로 운용중인 상태이다. 한편 우달로이급은 대잠 능력을 강화시킨 함이므로 대공 능력과 대함 능력은 제한적이며. 이 때문에 우달로이급 취역 이후 설계자들은 좀 더 균형잡힌 능력을 부여하기 위해 Project 1155.1 우달로이II급 구축함을 개발하기에 이른다.

## 선체
본 구축함은 상부 구조물 외벽을 경사로 설계, 외벽에 전파 흡수 도료등을 사용하는등 스텔스 설계를 일부 투입시켰고 북극해의 가혹한 해상 날씨에 대응및 함정의 중량을 줄이기 위해 상부구조물은 알루미늄 합금으로 제작하도록 결정되었으며 강도가 향상된 내부식성의 AMG-6 합금이 채용되었다 하지만 이 합금은 화재에 매우 취약한 것으로서 1992년 2월 17일 Admiral Zakharov함은 블라디보스톡에서 하바로프스크로 항해하는중 추진 체계에 화재가 발생,보일러와 기계실의 격벽이 불을 차단하는 대신 오히려 격벽 자체에 불이 옮겨붙었다고 한다.

## 추진 체계
COGAC 방식을 채용하고 있으며 16,000마력의 M70 가스터빈 2개식 부스트 가스 터빈 45,000마력의 M8KF 가스터빈 2기를 운용하며 1155.1 우달로이2급의 경우 18,000마력의 M63으로 변경되었고 기관실은 전후부에 이동 배치,이것에 따라 굴뚝도 전후부에 2개식 병렬 배치되어있다 원래 이 보다 더 강력한 가스터빈이 탑재될 예정이었으나 개발 취소되면서 출력이 낮은 가스터빈을 장착하게 되었다 출력이 떨어지는 기관의 채용은 단점이 아니라 오히려 장점이 되었는데소음이 예상보다 줄어들어 복합 방음 장치가 더욱 효과적으로 작용했기 때문에 폴리놈 소나 체계가 제성능을 발휘하게 된 것이었다

## C4I 체계
본급은 Lesorub - 55 전술 정보 처리 장비를 탑재하여 모든 센서및 무장을 운용,통합 전투 체계로 구축할 수 있었으며 처음에는 시스템 통합의 어려움으로 다소 난항을 겪었으나 점차 해결되었고 이러한 C4I 체계 개발 경험은 뉴스트라시미급 호위함의 전투 통합 시스템의 손쉬운 개발로 이어졌다.

## 대잠 탐지 장비
우달로이급에서 사용되는 탐색거리 50KM에 이르는 탐지거리를 자랑하는 폴리놈 체계는 미국 AN/SQS-53 소나 체계와 거의 동급인 강력한 저주파 음파 소나로서 또한 장거리 탐지를 위해 가변 심도 소나 호스 테일이 사용된다 따라서 본 급은 헬기의 도움없이도 대잠 미사일 사거리 바깥에서 대잠 전투 임무를 수행이 가능하며 개선된 11551 우달로이2급 대잠 구축함은 즈베즈다 소나 체계로 변경되었다

## 레이다
MR-760MA Fregat M2EM 3차원 위상배열레이다가 전후로 2개 장착되어 있다. 제원은 다음과 같다.
- 엘레베이션 45도
- 최대탐지거리 230 km
- 최소탐지거리 2 km
- 최대탐지고도 30 km
- 무인기 탐지거리 50 km
- 송신출력 90 kW
- 회전속도: 1분 12회
- 무게 11.8 톤

## 함선
- 우달로이 I급
  - 우달로이 (1980년) - 퇴역, 2002년에 무르만스크에서 해체됨
  - 바이스-어드미럴 쿨라코프 (1980년) -2010년 5월달 북방함대로 복귀
  - 마샬 바실리예프스키 (1982년)-해체
  - 어드미럴 자크하로프 (1982년) - 1992년에 화재로 해체됨
  - 어드미럴 스피리도노프 (1983년) - 퇴역및 볼쇼니 카멘 즈베즈다 공장에서 해체
  - 어드미럴 트리부츠 (1983년) - 러시아 태평양 함대, 1991년의 화재 발생 후 재배치
  - 마샬 샤포쉬니코프 (1985년) - 러시아 태평양 함대, 2008년 9월에 화재 발생후 수리,재배치
  - 세베로모르스크 (1985년) - 북방함대
  - 어드미럴 레프첸코 (1987년) - 북방함대
  - 어드미럴 비노그라도프 (1987년) - 러시아 태평양 함대
  - 어드미럴 카를라모프 (1988년) - 북방함대, 2006년 당시 예비
  - 어드미럴 판텔레예프 (1990년) - 러시아 태평양 함대
- 우달로이 II급
  - 어드미럴 차바넨코 (1995년) - 북방함대
  - 어드미럴 바시스티 (건조 도중 해체됨)
  - 어드미럴 쿠체로프 (건조되지 못함)

## 영화
2018년 개봉한 영화 헌터 킬러에 러시아 해군 북방함대의 주력 구축함으로 우달로이 II급이 나온다.